# Ferrocarril Lankelz
El Ferrocarril Lankelz es troba a Esch-sur-Alzette, al sud-est de Luxemburg, i és un ferrocarril en miniatura a una escala d'un terç de la mida normal (7 1/4 o 184 mm d'amplada). El ferrocarril funciona a les tardes dels diumenges i festius de maig a mitjan octubre.
Construït el 1997, amb pistes de via estreta, està completat amb ponts, túnels i una estació, disposats en dues seccions; una és de 1.000 metres de longitud, l'altra de 350 metres. Hi ha una locomotora de vapor, dos motors dièsel i un tramvia. Els viatges poden fer-se en tren de vapor o tren diesel.